# Nätra och Nordingrå domsaga
Nätra och Nordingrå domsaga var en domsaga i Västernorrlands län. Den bildades 1901 när Norra Ångermanlands domsaga upphörde. Den uppgick 1930 i Ångermanlands norra domsaga.
Domsagan lydde  under Svea hovrätt. 
I domsagan fanns
- Nätra tingslag
- Nordingrå tingslag

## Häradshövding
- 1901–1928 Gustaf Adolf Skotte